# Dirphya flavipennis
Dirphya flavipennis är en skalbaggsart som först beskrevs av Stefan von Breuning 1956.  Dirphya flavipennis ingår i släktet Dirphya och familjen långhorningar.
Artens utbredningsområde är Kenya. Inga underarter finns listade i Catalogue of Life.